# Ommatius excurrens
Ommatius excurrens är en tvåvingeart som beskrevs av Wulp 1872. Ommatius excurrens ingår i släktet Ommatius och familjen rovflugor. Inga underarter finns listade i Catalogue of Life.